# Imperium
Imperium és un terme llatí (imperĭum) que es tradueix com a "domini" i el significat modern del qual és poder públic. En el seu origen etrusc es tractava de la facultat i el dret reconegut a una persona (dictador) o a un conjunt d'elles, per exercir amb autoritat el poder militar. I així fou en els seus inicis a l'antiga Roma. D'acord amb la tradició, foren els déus els que, en la fundació de Roma, concediren l'imperium als reis.
S'atribuïa als cònsols i als pretors, bé com a imperium domini, bé com a imperium militae. El primer tenia més aviat un caràcter de poder civil i s'exercia dins la ciutat; el segon era més difús, en alguns casos amb poders que arribaven a l'autoritat civil i militar, però quedava relegat o havia d'exercir-se fora de Roma.
Cap a les acaballes de la república, la diferenciació entre els dos tipus d'imperium s'havia diluït i la seva diferenciació s'establí en funció del càrrec que ocupava qui l'ostentava. Així sorgeix l'imperium consular i el proconsular. A l'arribada de l'Imperi, es mantenien ambdós tipus si bé August i els seus successors exercien de fet ambdós en atribuir-se el denominat més endavant imperium maius.
Després de la caiguda de l'Imperi Romà i la creació dels diferents regnes a Europa, l'imperium recau sobre el rei o príncep segons els casos, i l'Imperium, juntament amb el sacerdotium i el studium van ser els tres pilars on es va assentar la cultura llatina a partir de l'edat mitjana, introduïts per primera vegada per un escriptor alemany medieval, Alexandre de Roes a Colònia al segle xiii. en el seu tractat escrit a Roma “De praerogativa Imperii” lliurat al Papa Martí IV l'any 1281 escriu: "s'ha d'acatar la Providència de Déu que ha concedit als alemanys el Imperium, als francesos el Studium, i als italians el Sacerdotium". L'aparició del feudalisme obligà posteriorment el fet que la monarquia delegués en els senyors bona part de les facultats atribuïdes al seu imperium dins dels feus que es constituïen. En sorgir del model de les Corts, com a òrgans on la noblesa expressava la seva voluntat al monarca i l'assistia, fou conformant la divisió del poder públic entre el que més endavant serien els poders de l'Estat modern després de la Revolució Francesa: el poder legislatiu, l'executiu i el judicial.